# Zadroże (województwo małopolskie)
Zadroże – wieś w Polsce położona w województwie małopolskim, w powiecie olkuskim, w gminie Trzyciąż, przy drodze wojewódzkiej nr 794 w odległości około 12 km od Wolbromia.
| SIMC    | Nazwa             | Rodzaj    |
| ------- | ----------------- | --------- |
| 0339974 | Gołębia Góra      | część wsi |
| 0339980 | Kolonia           | część wsi |
| 0339997 | Kolonia Glanowska | część wsi |
| 0340003 | Krechowa          | część wsi |
| 0340010 | Podjangrocie      | część wsi |
| 0340026 | Podkrzewie        | część wsi |
| 0340032 | Skotnica          | część wsi |
| 0340049 | Stara Wieś        | część wsi |
| 0340055 | Studzianki        | część wsi |

W latach 1975–1998 miejscowość administracyjnie należała do województwa krakowskiego.
- Infrastruktura: przedszkole, szkoła podstawowa, straż pożarna, stacja paliw, sklepy
- Zabytki: cmentarz wojenny z okresu I wojny światowej, kościół (1908)